# Carlos Espí
Carlos Espí Escrihuela (Tavernes de la Valldigna, Valencia, 24 de julio de 2005) es un futbolista español que juega como delantero en el Levante UD de la Primera División de España.

## Trayectoria
Nacido en Tavernes de la Valldigna, se une al fútbol base del Levante UD en 2022 procedente de la UD Alzira. Aún en edad juvenil, el 19 de noviembre de 2023 hizo su debut absoluto con el Atlético Levante UD de la Tercera Federación contra la UD Rayo Ibense.
El 18 de febrero de 2024, logra debutar con el primer equipo del Levante UD de la Segunda División, al entrar como suplente en los minutos finales en un empate 0-0 contra el Racing de Ferrol. 

### Internacional
El 13 de febrero de 2024, Espí fue llamado con la Selección sub-19 de España para dos partidos amistosos frente a Noruega, donde disputó los dos partidos y marcó dos goles en el primero de ellos.

## Clubes
Actualizado al último dia 26 de abril de 2025.
| Club                | País   | Año       | Partidos | Goles |
| ------------------- | ------ | --------- | -------- | ----- |
| Atlético Levante UD | España | 2023-act. | 15       | 4     |
| Levante UD          | España | 2023-act. | 32       | 6     |